# Ada Markowa
Ada Markowa, z domu Sarna, secundo voto Rutkowska (ur. 20 października 1883 w Płocku, zm. 8 lutego 1963) – lekarz położnik, działaczka socjalistyczna i kobieca

## Życie
Była córką Stanisława Sarny i Anny Majerczak. Ukończyła gimnazjum rosyjskie w Łodzi. W okresie gimnazjalnym należała do Polskiej Partii Socjalistycznej. Aresztowana przez policję za działalność socjalistyczną, była podczas śledztwa przez kilka tygodni więziona. Wypuszczona z braku dowodów winy wyjechała na studia do Szwajcarii. W latach 1903–1908 studiowała medycynę na Uniwersytecie w Zurychu, gdzie uzyskała stopień doktora z zakresu chirurgii u prof. Krönleina, na podstawie rozprawy Beitrag zur Casuistik des Oallensteinileus, opublikowanej w 1909. W trakcie studiów nadal zawiązana z PPS, pełniła m.in. funkcję kurierki przewożącej nielegalną bibułę do kraju (1906). Od 1909 mieszkała w Krakowie, uzyskała 19 maja 1910 tytuł doktora wszech nauk lekarskich na Uniwersytecie Jagiellońskim.
Potem pracowała jako praktykantka (1911-1912), asystentka Oddziału Ginekologiczno-Położniczego (1912-1914) w Szpitalu Św. Łazarza w Krakowie, W tym czasie odbyła praktykę z położnictwa i ginekologii w Dreźnie. Podczas pierwszej wojny światowej  pracowała jako chirurg wojskowy w Opawie oraz w Krakowie. Działała wówczas w Lidze Kobiet Galicji i Śląska, członkini i sekretarka Zarządu Naczelnego (1915–1917). W 1918 powróciła na stanowisko asystenckie w Szpitalu Św. Łazarza w Krakowie. Po śmierci prof. Stanisława Dobrowolskiego została kierowniczką Szkoły Położnych w Krakowie (1918–1938), od 1923 była profesorem tejże szkoły. Przyczyniła się do rozbudowy i unowocześnienia Szkoły która wykształciła szereg pokoleń akuszerek. Stanowiska w Szkole Położnych łączyła w latach 1927–1938 z prymariatem Oddziału Ginekologiczno-Położniczego Szpitala Św. Łazarza w Krakowie. Przewodnicząca Krakowskiego Towarzystwa Ginekologicznego oraz organizatorka Związku Zawodowego Położnych. Była także autorką prac naukowych dotyczących różnych zagadnień klinicznych położnictwa. Po przejściu na emeryturę w 1938 pracowała w lecznictwie otwartym w Krakowie. Zmarła 8 II 1963.

## Życie prywatne
W latach 1907–1931 była żoną działacza socjalistycznego Zygmunta Marka. Z małżeństwa z nim miała córkę Krystynę, profesora prawa międzynarodowego w Genewie, i syna Tadeusza, inżyniera, zamieszkałego we Włoszech. Po śmierci Z. Marka wyszła w 1932 powtórnie za mąż za profesora chirurgii Maksymiliana Rutkowskiego.

## Odznaczenia
- Krzyż Oficerski Orderu Odrodzenia Polski
- Krzyż Niepodległości
- Złoty Krzyż Zasługi
- Odznaka Honorowa Polskiego Czerwonego Krzyża[8],
- Odznaka Honorowa Czerwonego Krzyża II klasy z dekoracją wojenną – Austro-Węgry (1916)[9][10]